# Чанарамби (тауншип, Миннесота)
Чанарамби (англ. Chanarambie) — тауншип в округе Марри, Миннесота, США. На 2000 год его население составило 223 человека.

## География
По данным Бюро переписи населения США площадь тауншипа составляет 92,0 км², из которых 92,0 км² занимает суша, водоёмов нет.

## Демография
По данным переписи населения 2000 года здесь находились 223 человека, 76 домохозяйств и 63 семьи.  Плотность населения —  2,4 чел./км².  На территории тауншипа расположено 79 построек со средней плотностью 0,9 построек на один квадратный километр. Расовый состав населения: 97,31 % белых, 0,45 % азиатов, 0,45 % — других рас США и 1,79 % приходится на две или более других рас. Испанцы или латиноамериканцы любой расы составляли 4,04 % от популяции тауншипа.
Из 76 домохозяйств в 38,2 % воспитывались дети до 18 лет, в 75,0 % проживали супружеские пары, в 5,3 % проживали незамужние женщины и в 17,1 % домохозяйств проживали несемейные люди. 15,8 % домохозяйств состояли из одного человека, при том 3,9 % из — одиноких пожилых людей старше 65 лет. Средний размер домохозяйства — 2,93, а семьи — 3,29 человека.
30,9 % населения — младше 18 лет, 8,5 % — в возрасте от 18 до 24 лет, 26,0 % — от 25 до 44, 22,4 % — от 45 до 64, и 12,1 % — старше 65 лет. Средний возраст — 36 лет. На каждые 100 женщин приходилось 116,5 мужчин.  На каждые 100 женщин старше 18 приходилось 116,9 мужчин.
Средний годовой доход домохозяйства составлял 31 875 долларов, а средний годовой доход семьи —  34 464 доллара. Средний доход мужчин —  22 115  долларов, в то время как у женщин — 16 250. Доход на душу населения составил 11 696 долларов. За чертой бедности находились 7,3 % семей и 11,2 % всего населения тауншипа, из которых 16,0 % младше 18 и 10,3 % старше 65 лет.